# Benito Juárez (Huatabampo)
Benito Juárez es un pueblo del municipio de Huatabampo, ubicada en el sur del estado mexicano de Sonora. Según los datos del Censo de Población y Vivienda realizado en 2010 por el Instituto Nacional de Estadística y Geografía (INEGI), Benito Juárez tiene un total de 314 habitantes.

## Geografía
Benito Juárez se sitúa en las coordenadas geográficas 26°36′13″ de latitud norte y 109°10′29″ de longitud oeste del meridiano de Greenwich, a una elevación de 63 metros sobre el nivel del mar.